# 5517 Johnerogers
5517 Johnerogers este un asteroid din centura principală de asteroizi.

## Descriere
5517 Johnerogers este un asteroid din centura principală de asteroizi. A fost descoperit pe 4 iunie 1989 la Observatorul Palomar de Eleanor Francis Helin. Asteroidul prezintă o orbită caracterizată de o semiaxă mare de 2,59 ua, o excentricitate de 0,12 și o înclinație de 14,4° în raport cu ecliptica.